# وليام مانغ
وليام مانغ (بالألمانية: William Mang)‏ (و. 1954  م) هو ممثل، وممثل أفلام نمساوي، ولد في فيينا.

## وصلات خارجية
- وليام مانغ على موقع IMDb (الإنجليزية)
- وليام مانغ على موقع ألو سيني (الفرنسية)
- وليام مانغ على موقع أول موفي (الإنجليزية)
- وليام مانغ على موقع قاعدة بيانات الأفلام السويدية (السويدية)
- وليام مانغ على موقع قاعدة بيانات الفيلم (الإنجليزية)
- وليام مانغ على موقع كينوبويسك (الروسية)